# Smallthorne
Smallthorne är en stadsdel i Stoke-on-Trent, i distriktet Stoke-on-Trent, i grevskapet Staffordshire, i England. Smallthorne var en civil parish 1894–1922 när blev den en del av Stoke-on-Trent. Civil parish hade 7 726 invånare år 1921. Smallthorne var ett distrikt 1894–1922.